# Locha phocusa
Locha phocusa är en fjärilsart som beskrevs av Druce 1893. Locha phocusa ingår i släktet Locha och familjen mätare. Inga underarter finns listade i Catalogue of Life.